# Référendum hongrois de 2022
Le référendum hongrois de 2022 a lieu le 3 avril 2022 afin de permettre à la population de se prononcer sur quatre questions portant sur l'éducation sexuelle des mineurs, notamment en matière d'homosexualité et de transidentité. Il est organisé le même jour que des élections législatives.
Les propositions obtiennent d'écrasantes majorités de votes contre, mais le caractère contraignant des réponses aux questions est invalidé, aucune n'ayant obtenue un total de votes valides supérieur au quorum de 50 % des inscrits.

## Contexte

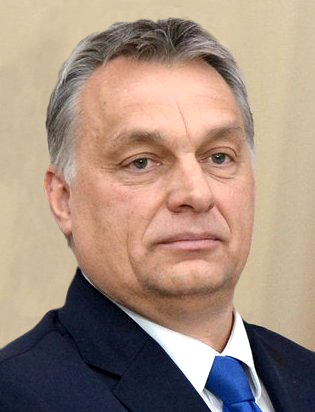
Viktor Orbán.

Le référendum intervient à la suite de tensions opposant le gouvernement du Fidesz mené par le Premier ministre Viktor Orbán à l'Union européenne. Cette dernière fait pression courant 2021 sur le gouvernement hongrois afin qu'il revienne sur l'adoption en avril d'une nouvelle législation interdisant l'utilisation de supports promouvant l'homosexualité et la transidentité en milieu scolaire. 
Accusant l'Union européenne (UE) d'outrepasser ses pouvoirs, Viktor Orbán décide en juillet de soumettre à référendum plusieurs questions portant sur ces sujets. À l'origine d'une politique opposée aux droits LGBT, le Premier ministre se présente alors en « défenseur des valeurs chrétiennes traditionnelles », en opposition à une UE porteuse d'un « libéralisme occidental »,. Le référendum lui même est présenté comme portant sur la « protection de l'enfance » en réponse au « lobby LGBT », dans ce qui est perçu comme une tentative délibérée de lier les droits LGBT à la pédophilie, les amendements effectués en avril ayant déjà inclus ces mesures dans ce qui était à l'origine un projet de loi visant à lutter contre la maltraitance des enfants. Selon Amnesty international, cette nouvelle législation est dans la continuité d'un environnement hostile cultivé par Viktor Orbán depuis plus de dix ans, la précédente mesure discriminatoire envers les LGBT ayant été l'inscription en 2020 dans la constitution d'une définition de la parentalité selon laquelle « la mère est une femme, le père est un homme ».
Les positions « illibérales » de Viktor Orbán sur ces questions lui valent des accusations d'homophobie et de transphobie ainsi que de vives critiques de la part de plusieurs gouvernements européens, le Premier ministre des Pays-Bas Mark Rutte allant jusqu'à affirmer que la Hongrie n'a « plus rien à faire dans l'Union européenne » lors d'un sommet de l'UE en juin 2021, tandis que la présidente de la Commission européenne Ursula von der Leyen qualifie la nouvelle loi de « honte ». À cette occasion, 17 pays européens signent une déclaration commune dénonçant ces discriminations à l'encontre des LGBT,,. La ministre hongroise de la Justice Judit Varga rejette aussitôt ces accusations, invoquant le « droit souverain de défendre nos familles et d’éduquer nos enfants », sur lequel l'UE ne disposerait d'aucune compétence.
Cinq questions sont initialement présentes dans le projet de référendum, avant le rejet par la Cour suprême de l'une d'elles portant sur l'accessibilité sans restrictions des mineurs aux opérations de chirurgie de réattribution sexuelle. La cour juge en effet inconstitutionnelles les conséquences d'un éventuel vote positif à cette question, qui obligerait l'assemblée à voter une législation en ce sens, en contradiction avec la Loi fondamentale qui protège l'identité de genre à la naissance,.
Le 9 novembre 2021, l'Assemblée nationale vote à une large majorité l'organisation d'un référendum sur ces questions. Après le rejet à l'unanimité par la Cour constitutionnelle hongroise d'un recours déposé par l'opposition, le Président de la République János Áder décide le 11 janvier 2022 de fixer le scrutin au 3 avril suivant, en même temps que les élections législatives.
Une dizaine de groupes de défense des droits LGBT et des droits de l'Homme en général — dont la branche hongroise d'Amnesty international — appellent les électeurs à rendre délibérément leur bulletins de votes invalides en cochant à la fois Oui et Non, de manière  que le nombre de votes valides n'atteigne pas le quorum de 50 % des inscrits.

## Contenu

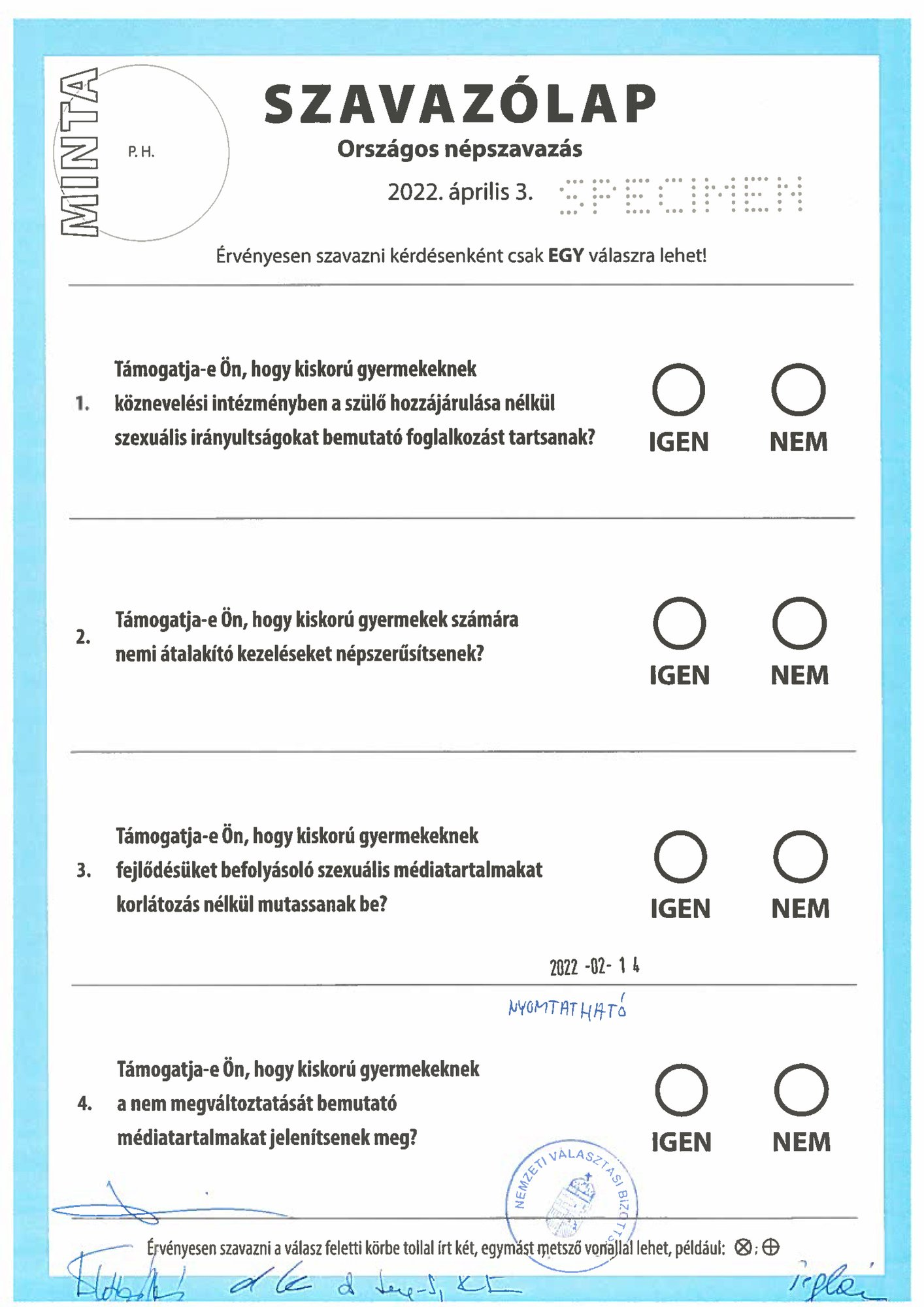
Bulletin de vote utilisé

Quatre questions sont soumises au vote, :
1. Approuvez vous l'enseignement de l'orientation sexuelle aux enfants mineurs dans les institutions scolaires sans le consentement parental ?
2. Approuvez vous la promotion des traitements de changement de sexe pour les mineurs ?
3. Approuvez vous la présentation sans restriction aux mineurs de contenu médiatique à caractère sexuel qui pourrait affecter leur développement ?
4. Approuvez vous la présentation aux mineurs de contenu médiatique portant sur le changement de sexe ?

## Conditions de validité
Le référendum est légalement contraignant. Néanmoins, pour être valable, un résultat doit cumuler la validation de deux conditions : un total de voix favorables ayant atteint la majorité absolue des suffrages exprimés et un total de votes valides ayant atteint le quorum de 50 % des inscrits sur les listes électorales,,.

## Participation
| 7:00   | 9:00    | 11:00   | 13:00   | 15:00   | 17:00   | 18:30   | 19:00   |
| ------ | ------- | ------- | ------- | ------- | ------- | ------- | ------- |
| 1,79 % | 10,17 % | 25,46 % | 39,55 % | 52,18 % | 62,23 % | 67,06 % | 68,75 % |

## Résultats

### Première question
| Choix               | Votants   | Votants | Inscrits | Inscrits |
| Choix               | Voix      | %       | %        | Quorum   |
| ------------------- | --------- | ------- | -------- | -------- |
| Pour                | 300 282   | 7,68    | 3,66     |          |
| Contre              | 3 610 154 | 92,32   | 43,94    |          |
|                     |           |         |          |          |
| Votes valides       | 3 910 436 | 69,48   | 47,60    | 50 %     |
| Blancs et invalides | 1 717 702 | 30,52   | 20,91    |          |
| Total des votants   | 5 628 138 | 100,00  | 68,51    |          |
|                     |           |         |          |          |
| Abstentions         | 2 587 166 |         | 31,49    |          |
| Inscrits            | 8 215 304 | 100,00  |          |          |

### Deuxième question
| Choix               | Votants   | Votants | Inscrits | Inscrits |
| Choix               | Voix      | %       | %        | Quorum   |
| ------------------- | --------- | ------- | -------- | -------- |
| Pour                | 158 447   | 4,08    | 1,93     |          |
| Contre              | 3 721 934 | 95,92   | 45,30    |          |
|                     |           |         |          |          |
| Votes valides       | 3 880 381 | 68,95   | 47,23    | 50 %     |
| Blancs et invalides | 1 747 757 | 31,05   | 21,27    |          |
| Total des votants   | 5 628 138 | 100,00  | 68,50    |          |
|                     |           |         |          |          |
| Abstentions         | 2 587 166 |         | 31,50    |          |
| Inscrits            | 8 215 304 | 100,00  |          |          |

### Troisième question
| Choix               | Votants   | Votants | Inscrits | Inscrits |
| Choix               | Voix      | %       | %        | Quorum   |
| ------------------- | --------- | ------- | -------- | -------- |
| Pour                | 180 785   | 4,67    | 2,20     |          |
| Contre              | 3 691 376 | 95,33   | 44,93    |          |
|                     |           |         |          |          |
| Votes valides       | 3 872 161 | 68,80   | 47,13    | 50 %     |
| Blancs et invalides | 1 755 977 | 31,20   | 21,37    |          |
| Total des votants   | 5 628 138 | 100,00  | 68,50    |          |
|                     |           |         |          |          |
| Abstentions         | 2 587 166 |         | 31,50    |          |
| Inscrits            | 8 215 304 | 100,00  |          |          |

### Quatrième question
| Choix               | Votants   | Votants | Inscrits | Inscrits |
| Choix               | Voix      | %       | %        | Quorum   |
| ------------------- | --------- | ------- | -------- | -------- |
| Pour                | 186 938   | 4,83    | 2,28     |          |
| Contre              | 3 683 104 | 95,17   | 44,83    |          |
|                     |           |         |          |          |
| Votes valides       | 3 870 042 | 68,76   | 47,11    | 50 %     |
| Blancs et invalides | 1 758 096 | 31,24   | 21,40    |          |
| Total des votants   | 5 628 138 | 100,00  | 68,51    |          |
|                     |           |         |          |          |
| Abstentions         | 2 587 166 |         | 31,49    |          |
| Inscrits            | 8 215 304 | 100,00  |          |          |

## Conséquences

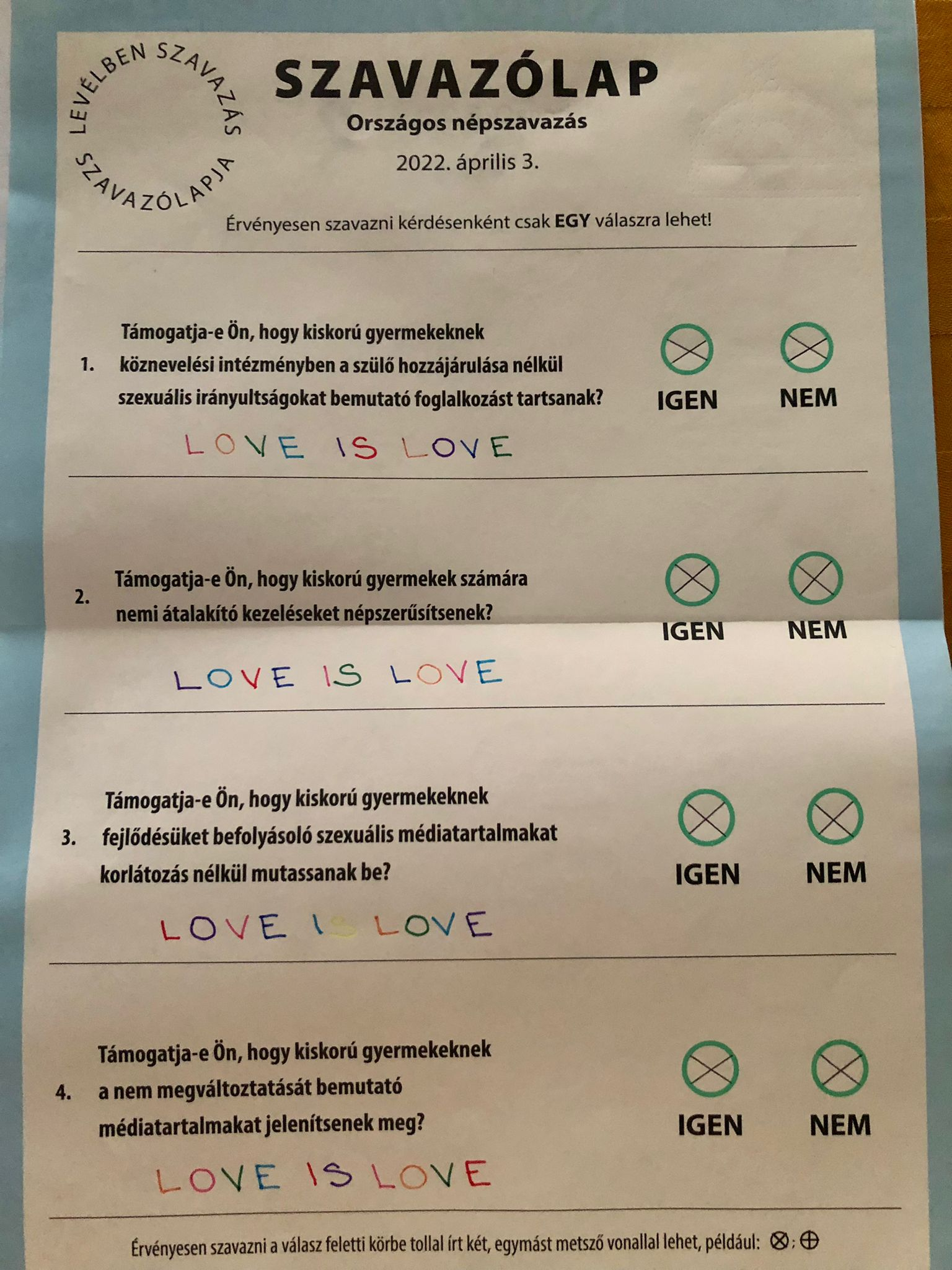
Exemple de bulletin sciemment rempli de manière à le rendre invalide.

Les quatre propositions reçoivent de large majorités en faveur du Non, oscillant entre 92 et 95 % des suffrages exprimés, mais aucune ne parvient à recueillir suffisamment de votes valides pour atteindre le seuil de 50 % des inscrits, invalidant ainsi leur résultat.
Malgré un taux de participation de près de 65 %, une large part des bulletins totalisant en moyenne 20 % des inscrits s'avèrent en effet nuls, une grande partie des électeurs ayant suivi les appels à invalider délibérément leurs bulletins.